# Euastrum intermedium
Euastrum intermedium là một loài Song tinh tảo trong họ Desmidiaceae, thuộc chi Euastrum.